# Psará
Psará (Psara) är en kommunhuvudort i Grekland.   Den ligger i prefekturen Chios och regionen Nordegeiska öarna, i den östra delen av landet, 170 km öster om huvudstaden Aten. Psará ligger 12 meter över havet och antalet invånare är 454. Den ligger på ön Nísos Psará.
Terrängen runt Psará är platt åt sydväst, men åt nordost är den kuperad. Havet är nära Psará åt sydväst.